# Бостина
Бостина е село в Южна България. То се намира в община Смолян, област Смолян.

## География
Село Бостина се намира на 5 км от Смолян, на главен път Пловдив-Смолян, в посока Рожен, с надморска височина 800 м. Разположено е на двата бряга на Бяла река. В близост от десетина километра са Пампорово, Рожен, Хайдушки поляни и Смолянските езера. В селото живеят 144 души. Характерен поминък на населението е дъщарство и тепавичарство с действащи 2 дъщи и 1 дарак. През селото минава главен път Смолян-Пловдив (през Рожен) и пътя за Гърция (през Златоград).

## История
През 1520 година възниква малкото селце Бостина. Като първи заселници и основатели на селото са преселените от Македония братя Босю, Михо, Калчо и сестра им Тина. От тях Михо се настанява на склона, където сега е махала Училищна, но която и до днес носи името на Михо-махала Миховска. Калчо се настанява в сегашната махала Черковна. С тях живеят известно време най-големият им брат Босю със сестра си Тина, които дават името на селото. Първоначално го наричали Босютина, Босутина, Босатина и днес носи името Бостина.
Около 1840 година в селото живеели 30 семейства, които изпитвали остра необходимост от църква и училище. Първо била построена църквата „Св. Петър и Павел“, а малко по-късно към нея било пристроено и килийно училище. Въз основа на документацията, която е твърде оскъдна и от разказите на стари хора, се установява, че първото училище в Бостина, открито през учебната 1864/ 1865 година, което се помещавало в къщата на Гого Милев, който бил църковен и училищен настоятел. Друга теза твърди, че първите организирани занимания по четмо и писмо били в старата тепавица на Костадин Манолевси – Грошката. Къщата-училище на Г. Милев имала отделна стая – класна одая, в която имало бажа – огнище с кьошк, където учителят си варил кафе. Обикновено учениците сядали край огнището и по пода на стаята, постлан с хасъри (тъкана рогозка от царевични листа) и така пишели букви, думи и цифри върху пепелта и на огнището с въглен. Молитвите били неотменен спътник на обучението и се заучавали механично.
Първият учител в това училище е Стоян Тодоров Сарийски – даскала от село Соколовци с потури до земята, калцуни и червен пояс. Този просветител умира през 1912 година на 103 години в родното си село. Той е самоук, учел децата да пишат и четат с гръцки букви български думи и изречения и децата показвали слаби резултати. Не след дълго въодушевени от идеята Бостинци събират средства и с помощта на цялото село издигат училищна сграда при строежа на църквата с две стаи – едната за класна стая, а другата за живеене на учителите. След Стоян Сарийски учителстват Вълко Атанасов, Димитър Костов и Андрей Главчев от село Райково, които водят обучението на черковно-славянски език. Имало е и други учители, но днес никой не си спомня имената им. Килийното училище обхващало малък брой ученици, предимно деца на заможни родители, които са били в състояние да заплащат макар и малкото възнаграждение на учителя – причина да работи в училището.
В периода 1878 – 1912 година като най-изтъкнати учители в Бостина са: Георги Стойков Кацаров, който заради революционната си дейност сред възрастните бил наклеветен пред турците, че готвел бунт, избягал в Княжество България. Той е учител с огромно значение за бостинското първоначално училище „Кирил и Методий“, тъй като въвежда Рибния буквар на д-р Петър Берон, внасяйки светски елементи вместо дотогавашното църковно ограмотяване. Изцяло се променя учебното съдържание и начинът на преподаване. След него учителстват Анастас Тодоров Дорков, Димитър Семерджиев, Неделчо Христов, Иван Хаджихристев, Никола Иванов Бечев, Данчо Киряков, Иван Вълчев и Никола Поповасилев Терзийски.
През 1896 – 1897 година гръцките сподвижници се опитват да затворят българското училище и да открият гръцко. Пред 1905 година, за да се предотврати това, по решение на църковното настоятелство училището се закрива и децата отиват да учат в Устово, Левочево и Чепеларе.
Заслуга на тогавашните даскали е въвеждането на програмния материал за чисто светско училище, разделянето на учениците по възраст и знания на отделни групи – отделения; въвежда се писането с каменна писалка, калем на каменна плоча, като изхвърлят пясъка, пепелта от огнището и най-вече инквизиторската сопа, която дотогава всявала ужас у учениците. При тази нова организация на обучението не закъсняват и добрите резултати, които довели до увеличаване заплатата на учителите до 2 лири седмично.
С това обаче не се изчерпва тяхната народополезна дейност. Когато българският църковен въпрос бива решен и борбата приема политически характер, Георги Кацаров, Анастас Дорков и Никола Попвасилев денем учели децата на четмо и писмо, а вечер говорели на техните бащи за освобождението.
Така образованието на бостинските деца продължава до 1912 година, когато е извоювана свободата от „Рожен надолу.“ По време на Руско-турската война през 1877/1878 г., отстъпващите турци събират плетищата на градините около църквата и училището и ги опожаряват. Всички книжа, отнасящи се до тях изгарят.
За да бъде обучението еднакво във всички училища Министерството на просветата облича в законодателна форма цялата система на възпитание и обучение и ратува за задължително образование на младото поколение, като препоръчва следната програма в първоначалните училища:
- Първа година – механично четене, писане на букви и цели думи, броене и писане на числата до 1000.
- Втора година – съзнателно четене, писане на цели изречения, писане на числата от 1000 и нагоре. Събиране и изваждане с упражнения, малка свещена история.
- Трета година – разпознаване на различните класове думи, църковно четене, малък катехизис, малко земеописание, умножение и деление с упражнение върху четирите аритметични действия и краснопис.

Тогава настъпват икономически проблеми в живота на бостинци. До освобождението през 1912 година повечето жители са били зидари и отивали на гурбет в Беломорска Тракия, но след утвърждаването на границите на България, преминаването станало трудно. Настъпват гладът и немотията. Децата в училището намаляват. Тогавашният учител Ставри Григоров Коджебашев затваря училището и отива на фронта. През учебната 1913 – 1914 година според главната книга на бостинското първоначално народно училище „Кирил и Методий“, в първо отделение има записани 22 ученика, а на следващата страница – „През учебната 1914 – 1916, 1917 – 1918 г. училището бе затворено и учителя взет войник в редовете на войската.“
В края на всяка учебна година главната книга се е подпечатвала с пачата на училището. След края на войната Ставри Коджебашев се връща и заема учителското си място. Главната книга продължава. Следва учебната 1918 – 1919. Броят на учениците в първо отделение е 24, във второ 7. Голяма част от учениците напускат най-вече поради икономически причини. Но въпреки че остават само с 31 ученика, дисциплината е строга, предметите много, изискванията високи. Изучават се закон Божи, четене, писане, смятане и геометрично чертане, естествоведение, краснопис, пеене, гимнастика, а успоредно с това се оценяват прилежанието и поведението. Имало е много малко шестици, преобладават четворките, а поради слаби оценки има и оставащи в същото отделение. През учебната 1920 – 1921 година учител в селото е Добра Арнаудова – дошла от Одрин заедно със сина си и останала в селото. В Книгата са записани 40 деца, разпределени в три отделения: в първо 27, във второ 8, в трето 5. Тогава за първи път се появява и подписът на инспектор. През учебната 1921 – 1922 година отделенията са четири и това поражда необходимостта от двама учители. Общият брой на учениците е 51. В последната от всички 25 графи от главната книга се записвало дали ученикът минава или остава. Има и такава характеристика като: „недоразвито“, „малолетно“, „минава с поправителни изпити“.
Прави впечатление почеркът на учителя. Буквите не просто се изписват – те се рисуват. А годината 1923 – 1924 година е и последната записана в главната книга. След това учителстват Сава Георгиев Германов от Левочево, Кънчо Ненов Кънчов от Сенник, Габровски район, Тоша Орозова от Казанлък, Гана Мутафова от Търговище, Василка Калъпчева от Асеновград, Бона Илиева от Севлиево, Кирко Хаджихристев от Смолян, Петко Николов от Витбол, Видинско, Иван Хвойнев от Левочево. Голямото текучество на учителите се дължи на лошото материално положение. Често заплатата се получава след 5 – 6 месеца. А през това време учителите са получавали дарения от населението – в повечето случаи хранителни продукти.
Прометеевата искра, хвърлена през 1845 година намира добро огнище и разгаря достатъчна жажда за просвета у бостинската общественост, която намира, че сградата при църквата не осигурява достатъчно добри условия за съвременното обучение и затова през 1930 година под напора на бедните слоеве в Бостина буржоазната власт започва строежа на нова двуетажна сграда. До 1944 година тя е недовършена – без училищен двор, без всякакво оборудване, но през 1945 година тя отваря врати. Тогава в селото учителстват Стефан Попанастасов – учредител на читалище „Просвета“ и участвал активно в постояването му, Сийка Грозева, Злата Хаджичонева, Дафин Дафов, Ангел Марков и Маруша Боюклиева. В справка от 1962 година се споменава, че материалната база се състои от: двор от 600 квадратни метра, волейболно игрище, 2 лоста, 2 халки, 1 върлина, 1 въже, 1 стълба, глобус, физически карти, нагледни пособия, учебници, прожекционни апарати. В новата сграда не е имало водопровод, канализация централно отопление, телефон, кухня, но са разполагали с лекар, стаите са били електрифицирани, момчетата имали работилница по дървообработване, две учебни стаи и две стаи за администрацията. Учебният план е изготвен за 22 ученика, а към площта на училището има и опитно поле от 1,5 декара.
Опровергавайки твърдението, че в селските училища не се дават добра подготовка от гледна точка на методическата подготовка на учителите, педагогическият отдел, който първоначално се е помещавал в учителската стая, дава нагледна представа за интереса на учителите спрямо проблемите на обучението. Има ръководства по четене, рисуване, смятане, езикови упражнения. Най-често срещаните автори са д-р П.Цонев, А. Констанитов, д-р Чакъров, К.П. Домусчиев, Есипов и др. Факт е и трудът на Макаренко – „Лекции за възпитанието на децата“, постъпил в читалищната библиотека през 1948 година. Библиотеката е абонат на списанията „Училищен преглед“, Училищен бюджет и администрация“, „Училищен преглед“, „Училищна мисъл“, „Училищна практика“, „Народна просвета“, „Семейство и училище“, „Учителско дело“. През учебната 1945 – 1946 година пионерската организация „Септемврийче“ при начално училище „Кирил и Методий“ – с. Бостина е на второ място след град Смолян. При провеждането на Третия републикански преглед по опазване, обогатяване и хигиенно състояние на училищата, училището в с. Бостина става окръжен първенец, носител на преходното знаме, на четвъртия национален първенец. Чест за училището са и посещенията на студентите от педагогическия институт в Смолян.
През 1960 година училището закупува диаапарат, електрически грамофон и грамофони плочи, човешки скелет. Абонат е на списанията „Детско здраве“, „Младежки червен кръст“, „Детска радост“, „Другарче“, „Детски свят“, „Светулка“, „Венец“.
Разгръщайки протоколните книги за проведените родителски срещи, учителски съвети и други мероприятия, се вижда, че още през 1914 година се изисквала педагогическа подготовка и научни знания. Учителят трябвало да знае „правилността на българската граматика и краснописание“, да учи например и прилежание, скромност, добросърдечност, да бъде образец за чистота, да има ясен говор и да знае какво говори. Протоколи от учителски съвети проведени през 1952 година дават сведения, че се разглежда въпросът за петобалната система на оценяване и четирисрочното обучение. Въвеждайки последното, учебната година се разделя на четири срока както следва:
- I срок – 15.09. – 15.11.
- II срок – 20.11. – 20.12.
- III срок – 20 януари – 15.03.
- IV срок – 16.03. – 15.05.

Четвърти срок приключва на 15.05., тъй като до кроя на месец май се провеждат годишни изпити по български език – писмен и устен и аритметика – също писмен и устен. Директор през тези години е Злата Чонева, а учител Марушка Боюклиева, която обръща внимание на извънкласното четене, организатор е на редица литературни прояви, концерти, спектакли.

## Религии
църква „Св. Петър и Павел“ и параклисите „Св. Георги“, „Св. Спас“, „Св. Илия“, „Св. Неделя“ и „Св. Троица“.

## Културни и природни забележителности
църквата „Св. св. Петър и Павел“, читалище „Просвета“-1946,
Паметник на парашутистите, загинали по време на Втората световна война,
Римския мост,
Дарака на Стою Чонгаров,
Дъщата на Димитър Шукеров
Традиционният празник на селото е Петровден.
В селото действа Център за изкуства „За Родопите“, който гостува със спектакъла си „Делта“ с 10 представления в историческия „Ла МаМа“ в Ню Йорк, както и с още 7 представления в други 2 града на САЩ. Творческата база на центъра е в процес на устройване в закупената сграда на бившата детска градина. Фондация за Родопите за втора поредна година организира втори международен централен фестивал „Забранено за възрастни“.

## Личности
- Андон Алексиев Шукеров – технически раководител ВЕЦ „Хубча“, първи председател на читалище „Просвета“,
- Петър Тодоров Шукеров – завеждащ на ВЕЦ „Хубча“ и дългогодишен председател на читалище „Просвета-1946“,
- Анастас Тодоров Шукеров – Председател на ОФ и на читалище „Просвета -1946“, дал своя принос за благоустрояване на селото, внедряване на телекомуникацията на селото, художествена самодейност и културно-масовата дейност.
- Димитър Шукеров – ръководител на оркестър Рожен.
- Стефан Шукеров – инженер, директор РОФ „Рудозем“ зам.директор „Горубсо“
- Стефан Петров Вълчев – инженер, директор управление „Въжени линии“ и кмет на Мадан.
- Стою Чонгаров – гайдар,
- Петър Янев – гайдар,
- Стефан Янев – гайдар,
- Иван Марковски – гайдар,
- Георги Касабаджаков (Гочо Мандота) – гайдар,
- Никола Марковски – гайдар,
- Десислава Минчева-Тодорова и Петър Тодоров – Център за изкуства „За Родопите“,
- Александър Вълчев – сценарист, депутат в XLV НС
- Николай Стаевски – лекар, началник на Травматологично отделение в МБАЛ – Смолян,
- Стефан Тодоров – лекар, началник на АГО в МБАЛ – Смолян,
- Анастас Марковски – инженер и общественик.